# Амфитеатр (Гатчина)
Амфитеа́тр (Крепостное строение или Земляная крепость) — парковое сооружение в Дворцовом парке города Гатчины Ленинградской области. Построен в 1790-х годах по проекту Н. А. Львова одновременно с бассейном «Наумахия».

## Описание

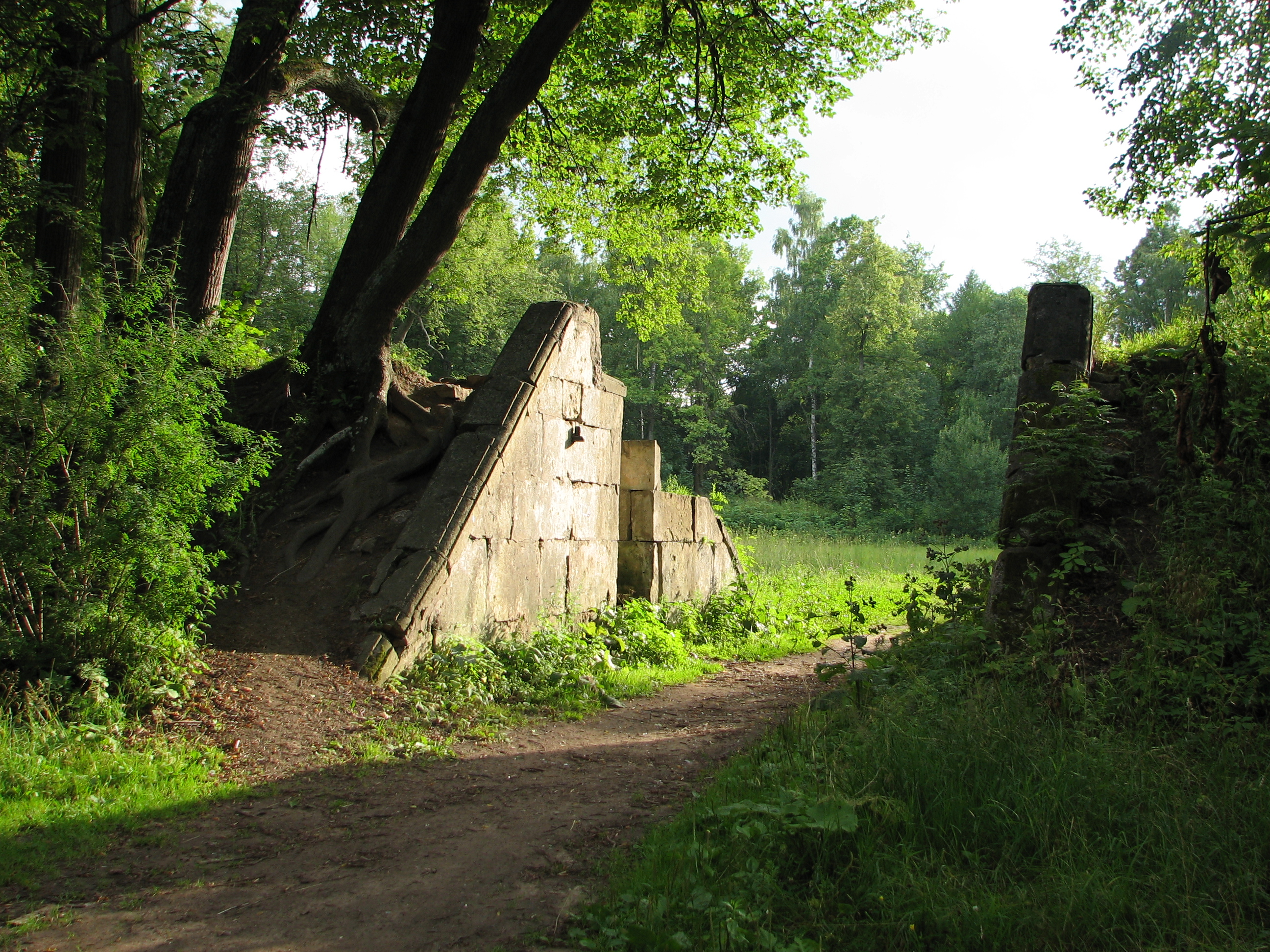
Один из въездов Амфитеатра (фотография 2008 года)

Амфитеатр расположен в глубине Дворцового парка, в Оранжерейном саду, на ровном месте, приблизительно посередине между Большим дворцом и Сильвией.
Представляет собой кольцевой земляной одернованный вал высотой около 3,5 метров и диаметром около 65 метров, внутри которого находится круглая арена. Ширина вала соотносилась к общему диаметру сооружения как 1:6 и это соотношение придавало всей композиции внушительность и монументальность. По этой причине Амфитеатр носит название Крепостное строение или Земляная крепость.

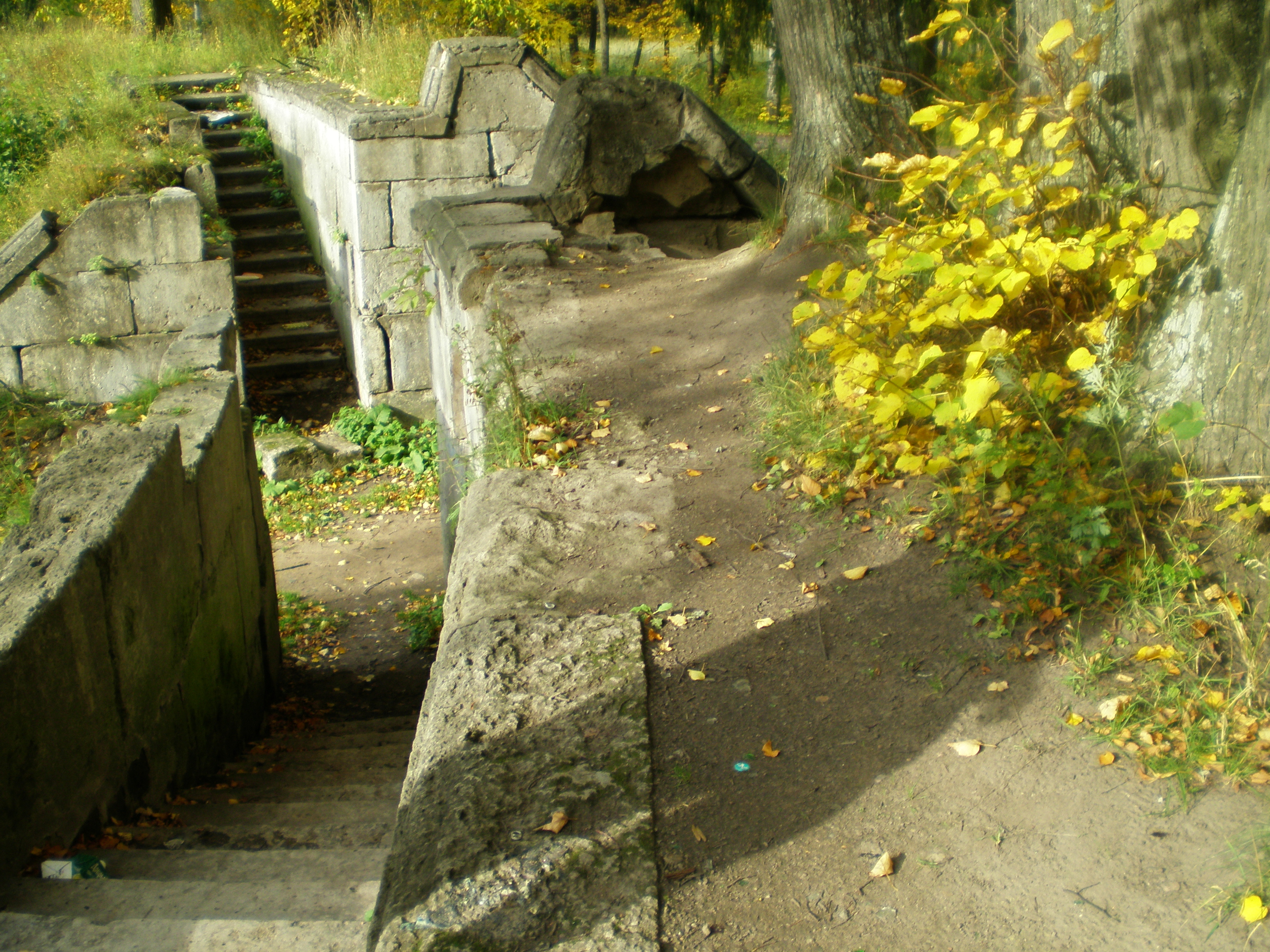
Амфитеатр

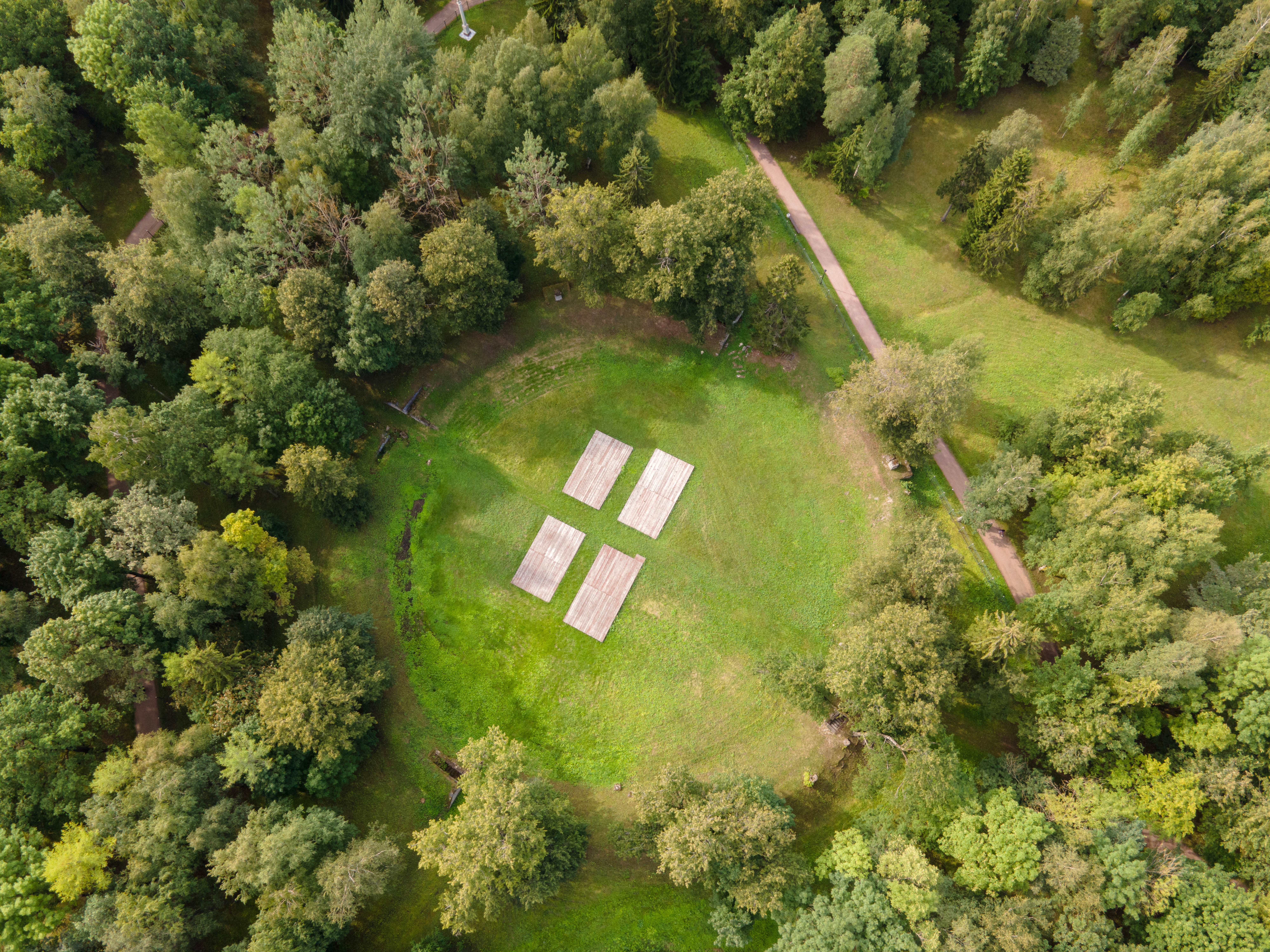
Вид на амфитеатр с воздуха, 2021 год

Стены вала прорезаны четырьмя симметричными проходами, или точнее, проездами, подпорные стены которых выложены пудостским камнем, в этих проходах сохранились петли ворот. Два противоположных проезда предназначались для проезда всадников, в них были металлические ворота. Два других являлись проходами для зрителей. На вершину вала ведут восемь каменных крутых лестниц, ступени которых изготовлены из черницкой плиты. По вершине вала проложена дорожка, по периметру этого вала установлено несколько пьедесталов под статуи.

## История

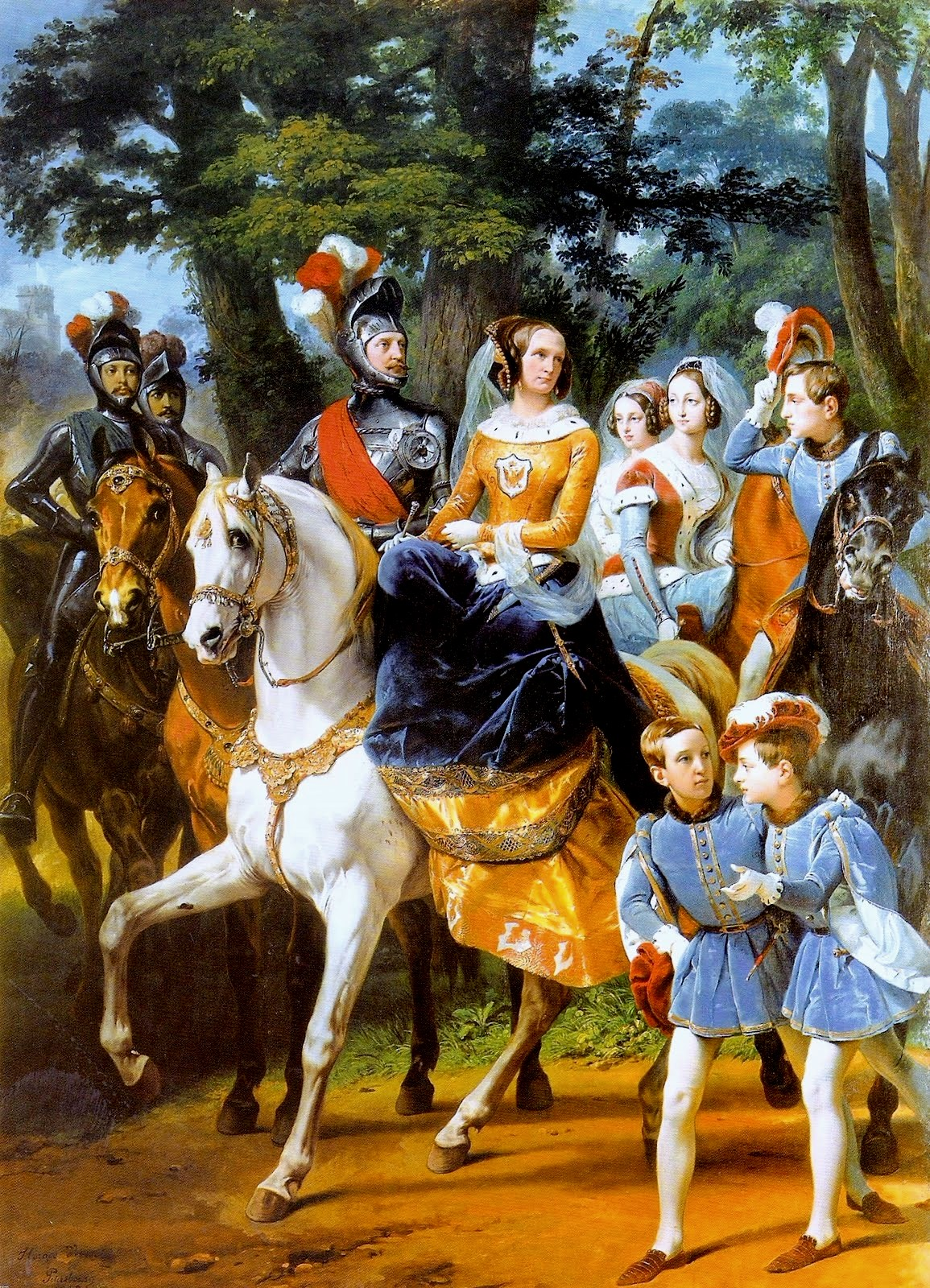
Картина «Царскосельская карусель» О. Верне, 1842 год

Проект амфитеатра не был завершён полностью. Земляной вал предполагалось обложить по верху дёрном и засадить кустарником, а в просветах установить статуи на пьедесталах из пудостского камня. Лестницы должны были быть украшены восемью золочеными вазами, а арена — плоскими чашами-курильницами. Также на проходы так и не были установлены запланированные кованные железные ворота с вызолоченными копьями и вензелями Павла I, о чём напоминают вделанные в стены проходов металлические пятники.
По замыслу архитектора арена предназначалась для «каруселей» — театрализованных зрелищ, когда участники верхом на лошадях должны были проделывать ряд сложных упражнений.
В 1820-х годах Амфитеатр носил название Петушиные бои, возможно, в нём устраивались петушиные бои, но достоверных сведений об этом не сохранилось.
Работы по восстановлению памятника проводились в 1847—1849 годах, но после этого никаких реставрационных работ не проводилось, и памятник год от года ветшает.